# Domarring von Skärholmen

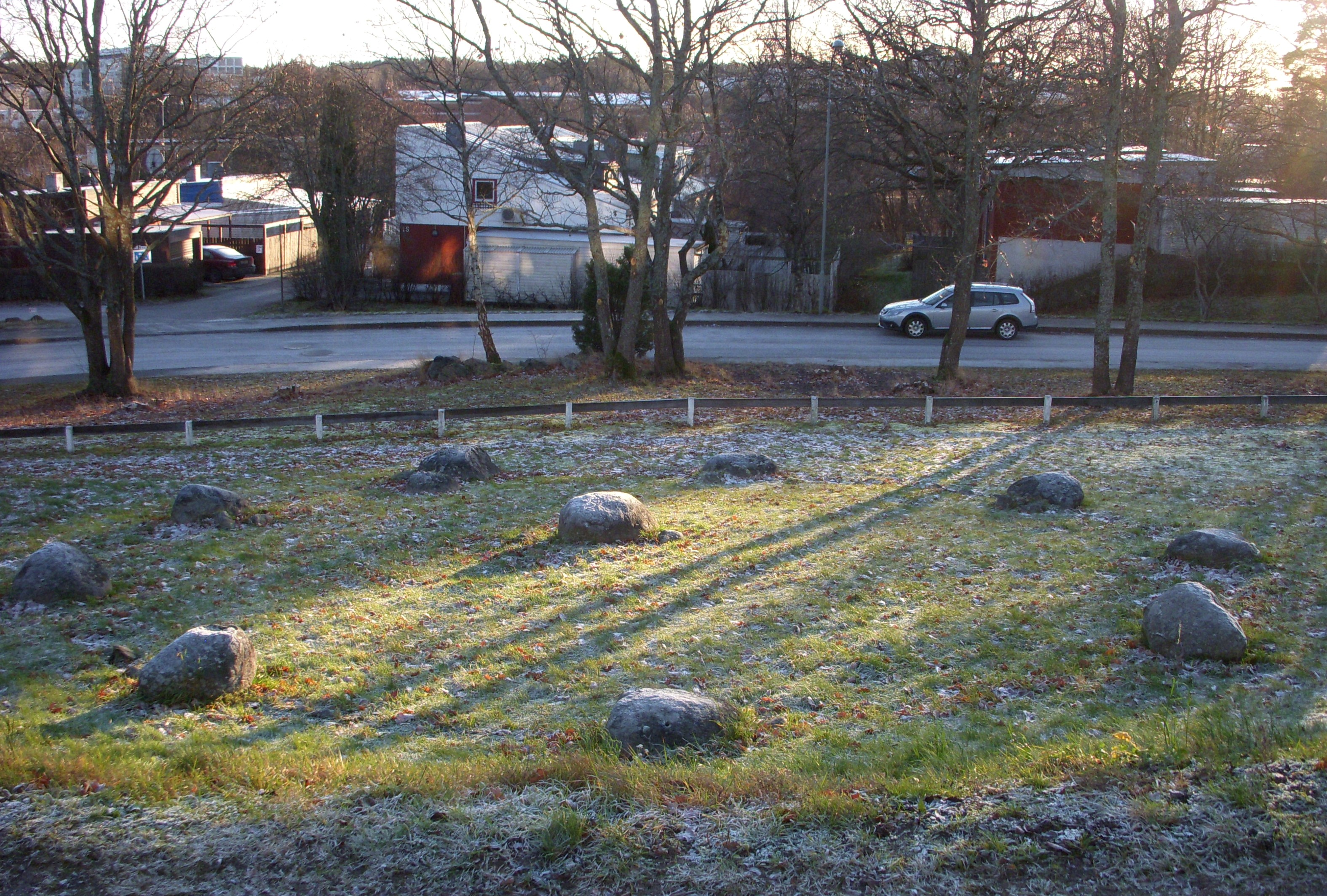
Domarring von Skärholmen

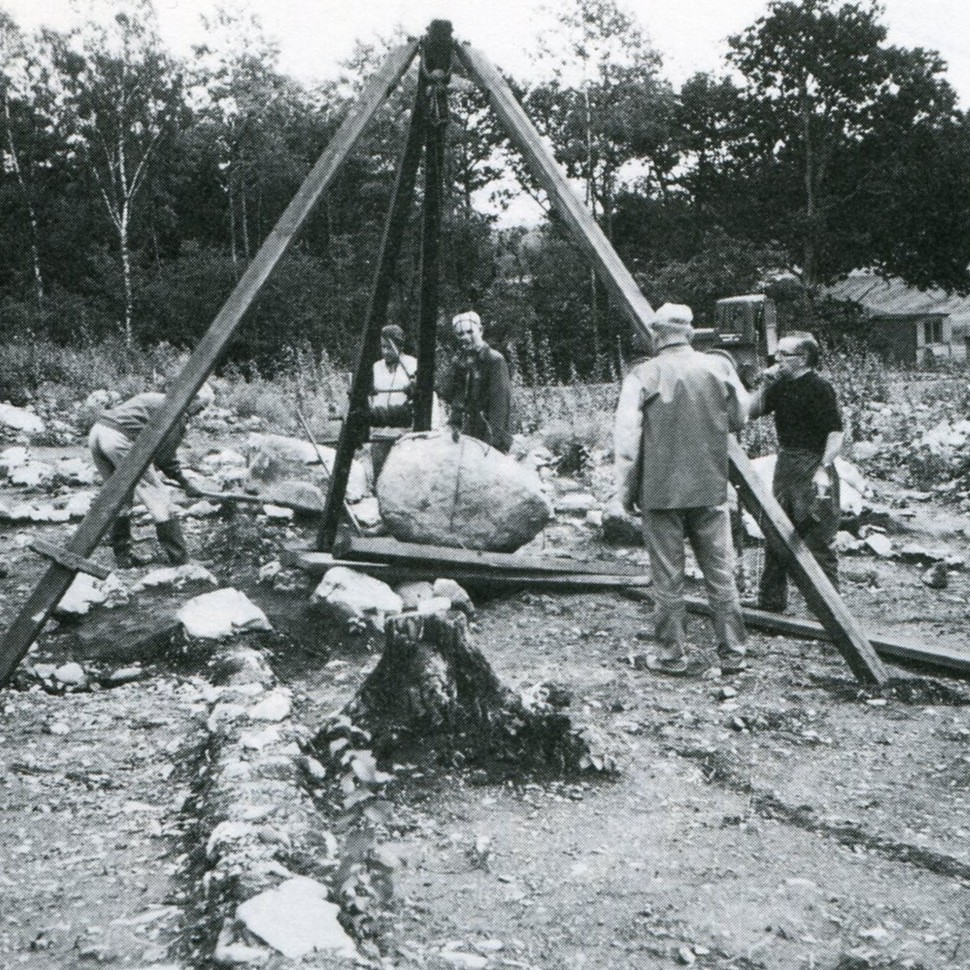
Domarring während der Restaurierung von 1966

Der Domarring von Skärholmen ist der Rest eines Gräberfeldes aus der Bronze- und Eisenzeit im Süden Stockholms in Schweden. Der Steinkreis wurde von 1966 bis 1967 ausgegraben. Er hat einen Durchmesser von etwa 12 m und besteht wie die meisten (so auch Domarring von Himmelstorp) aus neun Steinen und einem Mittelstein. Der Begriff „Domarring“ ist auf frühere Zeiten zurückzuführen. Man assoziierte die Kreise mit der Rechtsprechung und dachte, dass eine bestimmte ungerade Zahl von Richtern in den Kreisen Urteile sprachen.
Der Domarring war Teil eines (mittlerweile aufgelösten) Gräberfeldes mit den Abmessungen von 50 × 100 Metern und etwa 80 Gräbern. Die Hälfte von ihnen konnte ins eisenzeitliche 2. und 3. Jahrhundert n. Chr. datiert werden. Die anderen stammten mehrheitlich aus dem vendelzeitlichen 6. bis 8. Jahrhundert. Im Steinkreis wurden die Überreste von mindestens zwei Brandbestattungen gefunden. Die Grabbeigaben bestand aus zerscherbter Keramik, verbrannten Knochen, Holzkohle, Bronzeschnallen (eine mit einem Vendel-Tierornament und einer menschlichen Maske) und zahlreichen anderen Bronzegegenständen. 
Reste einer vermeintlichen Siedlung (ohne Hausgrundrisse), die u. a. aus 30 Herden, 28 Pfostenlöchern und 9 Bestattungen bestand, wurden ebenfalls gefunden. Die dortigen Funde bestanden hauptsächlich aus Holzkohle, Keramik, Schlacke und Ton sowie Werkzeugen aus Eisen und Feuerstein.